# Allée couverte de Roquefort
L'allée couverte de Roquefort est située à Lugasson dans le département français de la Gironde.
Au Moyen-Âge, elle fut intégrée au rempart défensif qui protégeait l'éperon de Roquefort.

## Description
Il s'agit d'une allée girondine qui s'étire sur 14 m de long et 1,40 m de large en moyenne. L'ensemble du monument a été construit en dalles de calcaire à astéries. Le tumulus est lui-même constitué de dallettes en calcaire et orné d'un parement de dalles posées sur chant.
L'allée est délimitée par sept orthostates côté sud et onze côté nord, de 0,50 m à 1,70 m de haut. Elle est orientée selon un axe nord-ouest/sud-est. À l'origine, elle était recouverte d'une série de tables de couverture, dont trois sont demeurées en place, les autres dalles reposant à proximité de l'édifice, au sol.
La dalle de chevet comporte une série de sept cupules et demi, d'environ 5 cm de diamètre, creusées sur sa face interne.

## Situation géographique
L’éperon de Roquefort se situe à l’extrême pointe sud du plateau calcaire de Bellefond, qui constitue le sous-sol de plusieurs communes du Bazadais comme celle de Lugasson, en Entre-Deux-Mers. Le calcaire est dit « à astéries », du nom des fossiles marins d’étoiles de mer qui le composent en grande partie et qui datent de l’Oligocène. Ce calcaire blanc-jaune alimente encore aujourd’hui les carrières de pierre d’Entre-Deux-Mers, réputées pour leur « pierre de Bordeaux ». Elle est formée d’une succession de couches de matière compactes à grain fins ou grumeleux, de fossiles d’huîtres, coraux et étoiles de mer, et de zones plus tendres passant parfois par des sables.
L’altitude du plateau est comprise entre 55 et 60 m et l’éperon de Roquefort est partagé en deux parcelles cadastrales (39 et 40). Deux cours d’eau ont creusé les vallées qui délimitent à l’ouest et à l’est l’éperon de Roquefort et se rejoignent au sud : l’Engranne – affluent de la rive gauche de la Dordogne – et le ruisseau de Fontarnaud (ou Petite Engranne) – affluent de l’Engranne.
L'allée couverte de Roquefort se situe à proximité du gisement préhistorique du Grand Moulin, à 2 Km des allées couvertes de Sabatey, à 5 Km de l’allée couverte de Curton, à environ 3 à 4 Km des dolmens de Bignon à Frontenac, auxquels s’ajoutent les menhirs de Pontaret et les grottes de Fontarnaud (occupées du Paléolithique à l’Âge du Bronze). Dans un rayon de 5 Km maximum, tous ces monuments mégalithiques s’inscrivent dans une aire géographique réduite, assez singulière en Aquitaine, et mettent en évidence l’attrait de ce territoire pour les populations humaines dès la Préhistoire.

## Historique des fouilles
Si l’éperon de Roquefort est connu depuis le XIXe siècle, grâce aux nombreuses visites de l’archéologue girondin Léo Drouyn, l’allée couverte quant à elle ne fut repérée qu’au tout début du XXe siècle.

### L'abbé Labrie (1867-1927)
Recouvert par un rempart de pierre s’appuyant directement sur son cairn d’origine, le mégalithe est mis au jour et fouillé en 1922-1923 par l’abbé Jean-Joseph Labrie, curé de Lugasson. Passionné d’archéologie, il est le premier à réaliser qu’une sépulture mégalithique se trouve sous les restes du rempart de pierre barrant l’éperon de Roquefort. Ce rempart, aussi appelé vallum, était déjà connu au 19e siècle et mesurait alors 2m50 de haut, 220m de long et 20m de large.

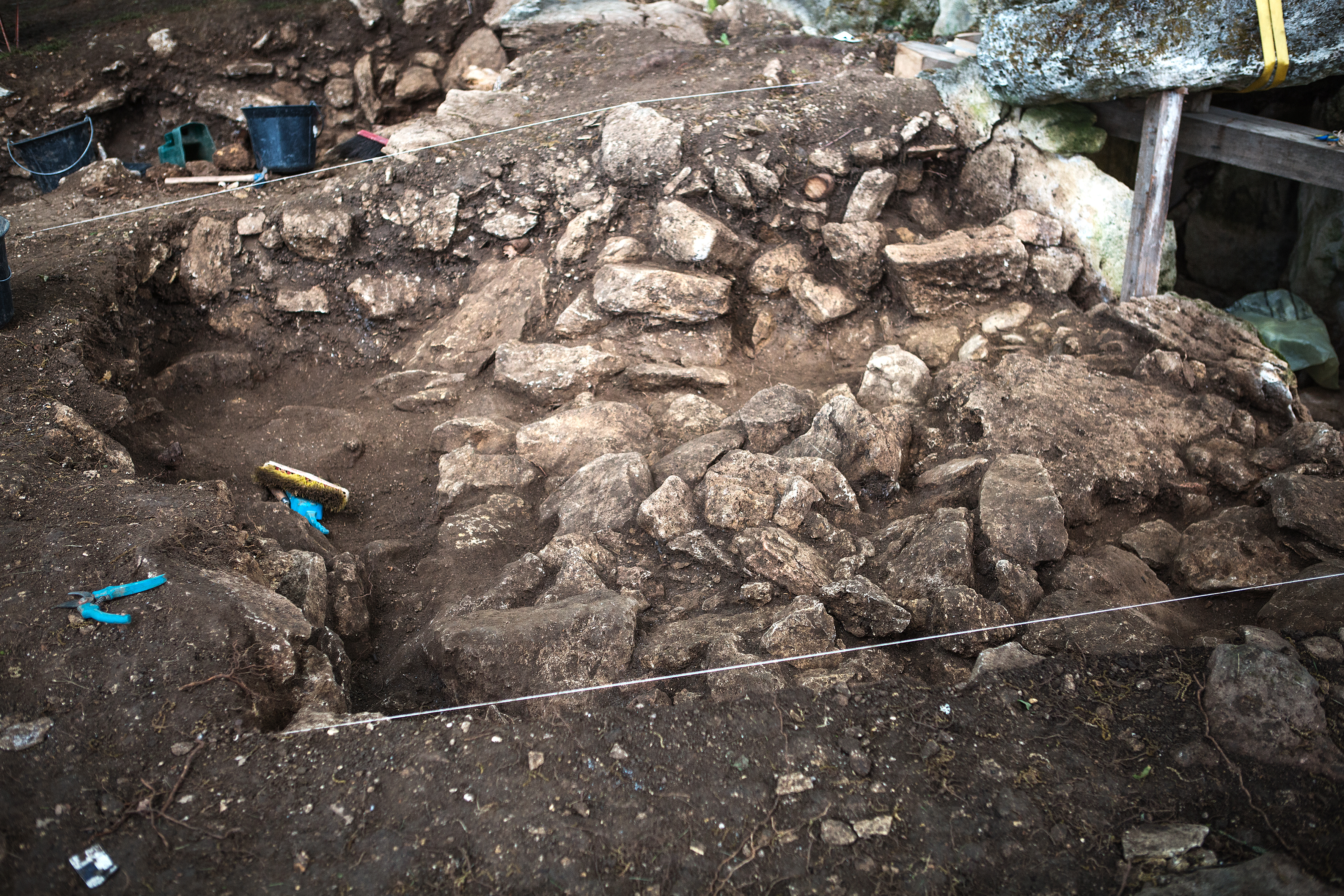
Fouille de 2019, restes du cairn mélangés aux restes du rempart, © J.Rey

Dans une lettre à son ami Fernand Morin, préhistorien amateur, en 1923, l’abbé Labrie témoigne : « Un superbe dolmen de 13m de long dans le retranchement du camp néolithique de Roquefort. Personne n’avait soupçonné cela, pas plus moi que les autres. C’est certainement la nécropole néolithique la plus importante de la Gironde. Les sépultures y sont assez nombreuses, mais le mobilier funéraire est jusqu’ici assez médiocre. Le monument est remarquable car les pierres sont énormes ». Les découvertes de l’abbé Labrie, décédé quelques années plus tard en 1927, n’ont malheureusement fait l’objet d’aucune publication et ses collections, non étudiées, sont considérées comme perdues.

### Julia Roussot-Larroque (1934-2017)
À partir de 1967, l’archéologue du CNRS Julia Roussot-Larroque entreprend des fouilles et recherche des traces d’habitat néolithique sur le plateau de Roquefort. Le site est alors célèbre pour le mobilier archéologique qui affleure encore au fur et à mesure des labours sur le plateau et qui attire les amateurs plus ou moins bienveillants, mais surtout pour la forte concentration de monuments mégalithiques dans laquelle il s’inscrit. Julia Roussot-Larroque, qui s’intéresse au site dans son ensemble, entreprend trois sondages en 1967, dont un dans la pente sud-est de l’éperon qui lui a permis la reconnaissance de quatre couches archéologiques, subdivisées par la suite, et a servi de point de départ aux fouilles ultérieures.
Elle s’attaque au nettoyage de l’allée en 1972 et y trouve une importante quantité de mobilier archéologique qui date l’utilisation du monument au Néolithique récent (3600-3000 av. J.C) : « Jusqu'ici, nous avons recueilli et repéré sur plan 440 objets ». Parmi ces objets, on compte des os, des éclats de silex, des perles et quelques tessons de céramique couvrant les périodes du Néolithique au Moyen-Âge, de même que de nombreux restes humains devant faire l’objet d’une étude anthropologique. Il semble malheureusement que cette étude n’ait jamais vu le jour.
Une autre partie du nettoyage de l’allée couverte consistait à tamiser les déblais de la fouille de l’abbé Labrie, où un grand nombre d’objets « hors contexte » fut récupéré, malgré les rumeurs tenaces circulant encore aujourd’hui dans le village de Lugasson, à propos des ouvriers du curé trop zélés qui auraient entièrement vidé l’allée couverte pendant que l’abbé donnait ses trois messes dans ses trois paroisses.
En 1975 et 1976, Julia Roussot-Larroque ouvre deux sondages perpendiculaires à l’entrée de l’allée couverte et met au jour trois niveaux de ceinture du rempart barrant l’éperon, dont un s’appuie directement sur les piliers de l’allée couverte.
Ses fouilles se sont étendues de 1967 à 1976, avant de s’interrompre à la suite d’un différend avec le propriétaire de l’époque.

## Fouilles récentes
En 2019, une troisième campagne de fouilles a eu lieu, sur la base des anciennes données archéologiques. Au préalable, deux des trois tables de couvertures de l’allée ont été retirées pour des raisons de sécurité, et les orthostates, couverts de mousse et de lierre, ont fait l’objet d’une préconisation de nettoyage par le laboratoire de conservation-restauration et de recherche spécialisé sur le patrimoine archéologique terrestre et sous-marin Arc’antique de Nantes, en 2017.

### Cadre et contexte
C’est dans le cadre du programme de recherche ANR MONUMEN 2018-2022 (dirigé par Vincent Ard, chercheur au CNRS et président de l’association Méganéo), s’intéressant à l’émergence et au développement du mégalithisme sur la façade atlantique, que ces fouilles ont été relancées. La question de la chronologie du phénomène mégalithique en Aquitaine est au cœur des questionnements archéologiques actuels, puisque cette région souffre d’un déficit de la recherche sur le mégalithisme et ne dispose, encore aujourd’hui, d’aucun calage chronologique pour les allées d’Aquitaine, type architectural caractéristique de cette région, dont fait partie l’allée couverte de Roquefort.
C’est à la demande des propriétaires actuels des lieux que Roquefort a été réinvesti par les archéologues en mai 2019, pour une campagne de deux semaines. L’endroit a permis de documenter à la fois des traces d’occupation domestique et une tombe mégalithique. Éponyme du Groupe de Roquefort du Néolithique moyen, défini par J. Roussot-Larroque, ce site méritait également d’être réinvesti pour questionner la réalité de ce faciès culturel propre à l’Aquitaine. Dans cet objectif, cinq sondages ont été ouverts autour et dans l’allée couverte (pour voir le modèle 3D de la fin de la fouille, c'est ici).

### Les fouilles de 2020
Une nouvelle campagne de fouilles a été menée en octobre 2020, prolongeant et complétant les recherches effectuées dans l’allée couverte en 2019. En parallèle, des sondages ont à nouveau été ouverts sur le plateau de Roquefort, non loin des précédentes fouilles des années 1970. Le rapport de la campagne de fouilles, qui doit allier l’étude des données de 2020 à celles de 2019, mais aussi à celles des années 1970, est prévu pour la fin de l’année 2020.

### Acquisition 3D

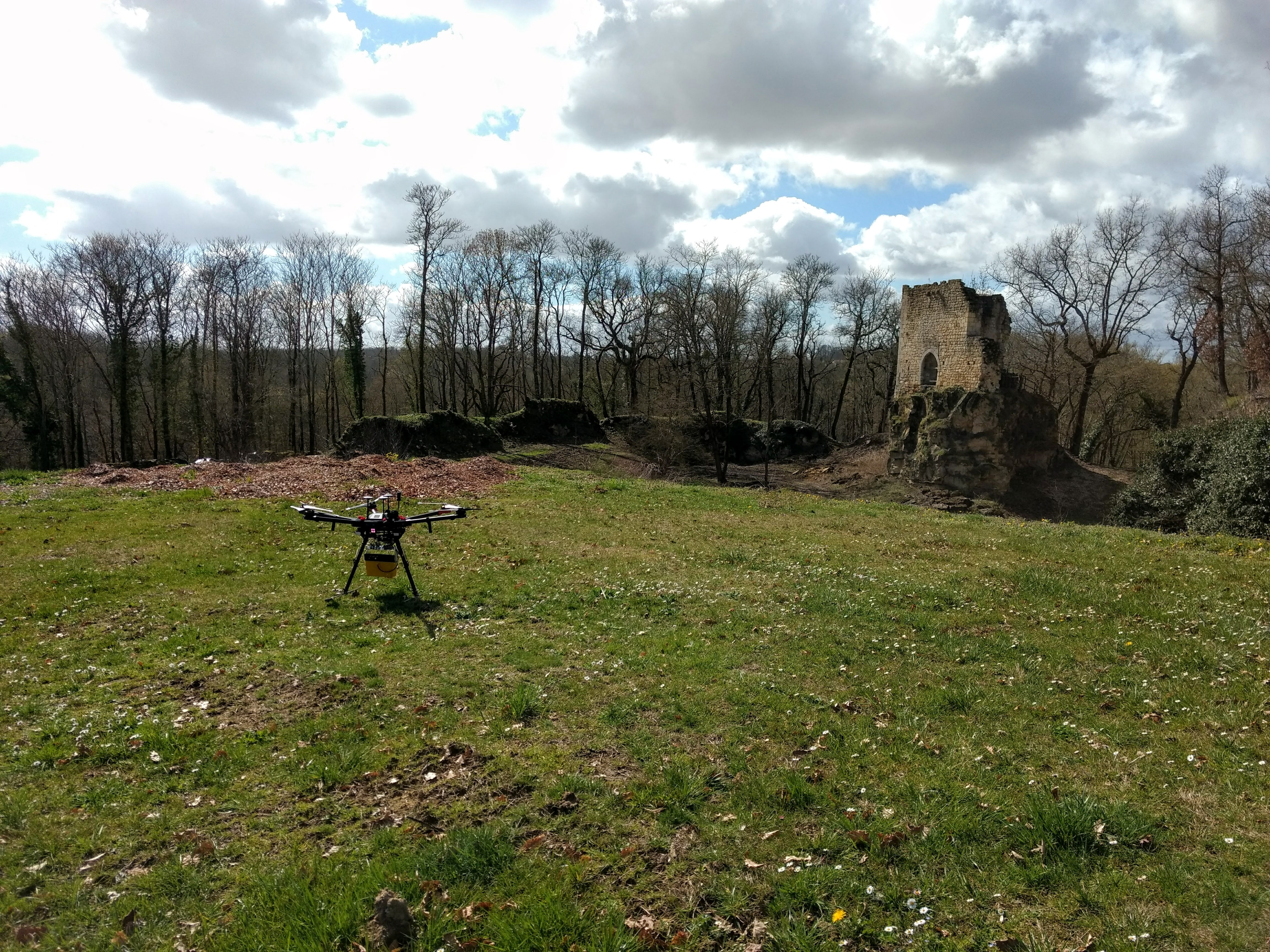
Lugasson, Roquefort (Gironde), acquisition 2019 : mise en place du vol de drone-lidar sur le site de Roquefort © H.Vitté.

L’acquisition 3D du site de Roquefort a été effectuée à différentes échelles (plateau et sondages), à l'aide de différentes technologies complémentaires pour renseigner au mieux la topographie : un drone équipé d’un capteur Lidar, un drone avion permettant l’utilisation de la photogrammétrie aérienne, un scanner 3D au sol et des appareils photo couplés à un tachéomètre (pour la modélisation 3D géoréférencée des sondages, étapes par étapes, pendant la fouille).

### Prospections géophysiques
En parallèle des fouilles archéologiques, des prospections géophysiques ont été effectuées, et plus précisément des prospections électriques et des prospections magnétiques.
La carte magnétique issue de la prospection magnétique a mis en évidence une structure fossoyée d’une largeur de 2,5m environ barrant l’éperon d’est en ouest, sans lien apparent avec l’allée couverte (les études préliminaires du mobilier céramique retrouvé dans cette structure fossoyée renvoient au Moyen-Âge). Les sections de résistivité électrique montrent, quant à elles, un substrat rocheux généralement placé à moins de 0,50 m de la surface du sol avec quelques affleurements irréguliers. Également, une anomalie non-identifiée a été repérée en amont de l’allée couverte, pouvant renvoyer à un amas rocheux compte tenu de sa forte résistivité électrique.

## Étude architecturale et technologique
Jusqu’à présent en France, le questionnement sur les mégalithes s’est surtout concentré sur la genèse des monuments, leur chronologie, leur rapport au territoire, leur dépôt et leurs pratiques funéraires. En complément de ces pratiques, il est possible d’envisager l’architecture mégalithique comme une construction symbolique dont on tente, depuis quelques années, de caractériser la gestion de ces « grandes pierres » comme un système technique à part entière. L’idée est, autant que possible, de se mettre à la place d’un « visiteur » néolithique, en allant plus loin que la traditionnelle lecture horizontale du monument.

### Le dallage

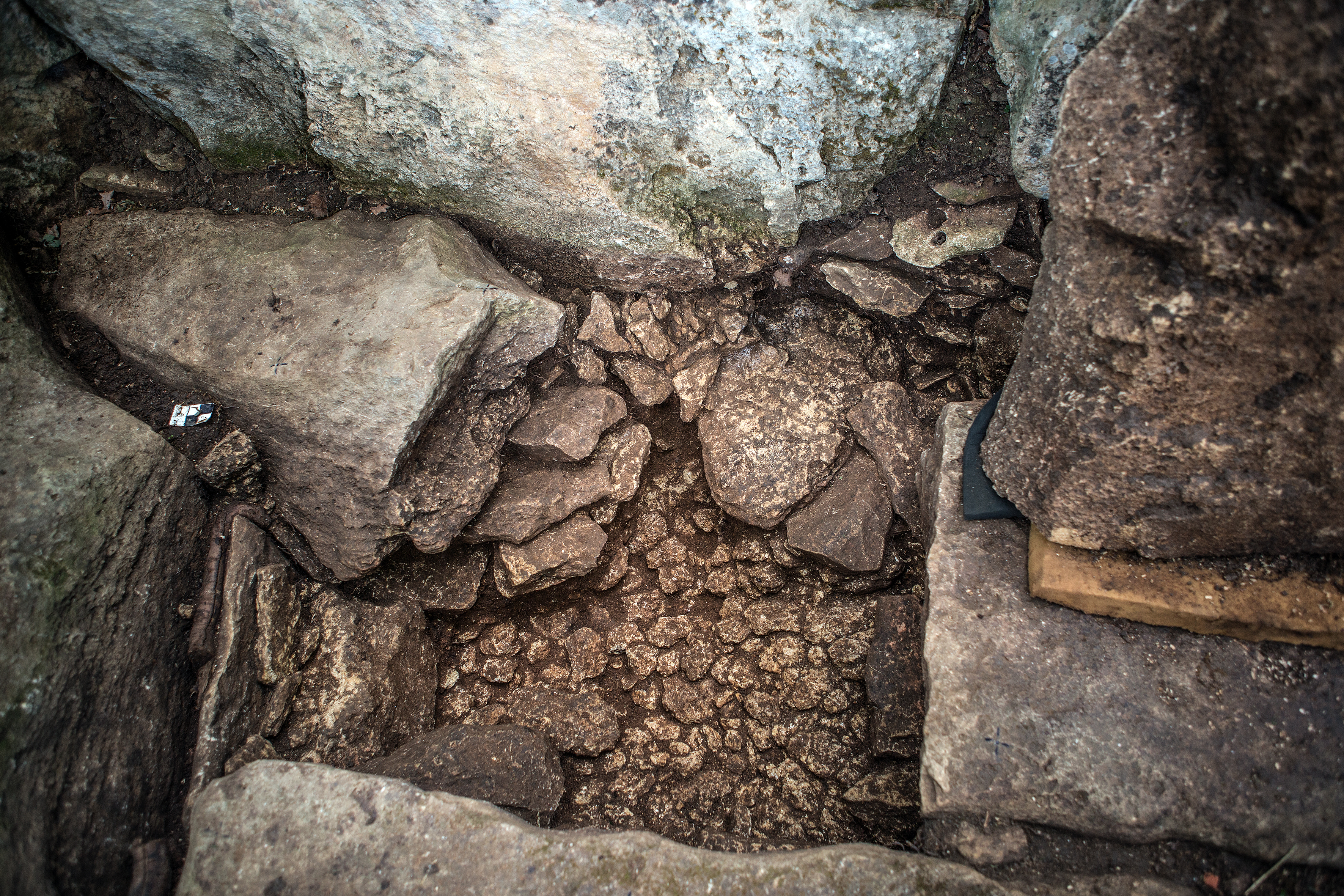
Sondage sous le dallage de l'allée couverte de Roquefort, 2019 © J.Rey

L’allée couverte possède un dallage à part entière en guise de sol : ce dallage remonte en pente douce depuis l’entrée vers la dalle de chevet, sur une déclivité de 60 cm environ, aménagé sur un lit de pierres de calage plus petites. 26 monolithes forment le dallage avec des dimensions variables dont la taille augmente de l’entrée jusqu’au fond du monument (entre 0,40 m et 2m de long). La plus grosse dalle est celle qui est installée aux pieds de la dalle de chevet (207x122 cm). Certaines dalles se superposent et il est possible de dire que les pierres du dallage ont été installées avant les orthostates de l’allée, d’ouest en est, soit du fond vers l’entrée.

### Les orthostates
L’allée couverte présente les deux façons de dresser un orthostate : la pierre peut être soit « plantée », son sens de la longueur se trouvant en position verticale, soit au contraire érigée « de chant », son sens de la longueur positionné cette fois-ci horizontalement. Dans l’allée de Roquefort, on retrouve les deux grandes familles d’orthostates : dalles plantées et dalles sur chant. On constate une distribution spatiale différente entre ces deux formes, surtout sur la paroi sud de l’allée. Les pierres de chant sont à chaque extrémité, alors que les dalles plantées sont érigées dans la partie centrale. La paroi nord est plus hétérogène, on retrouve bien l’opposition entre dalle plantée et dalle de chant entre le milieu et le fond du monument mais la zone d’entrée a une majorité de dalles plantées, contrairement à la paroi sud.
La hauteur des orthostates n’est pas régulière : de 58 cm à 188 cm. Sur certains blocs, des cassures fraîches montrent qu’il ne s’agit pas de la hauteur initiale. Les blocs auront probablement été débités à une époque ultérieure. A l’inverse, lorsque le sommet est une ancienne face d’affleurement, il est certain qu’il ne manque pas de matière et que la hauteur du bloc est celle d’origine. Des piliers très courts sont même placés en face de piliers plus hauts, permettant d’émettre l’hypothèse que les piliers les plus courts n’étaient pas porteurs des dalles de couvertures.

### Les tables de couvertures

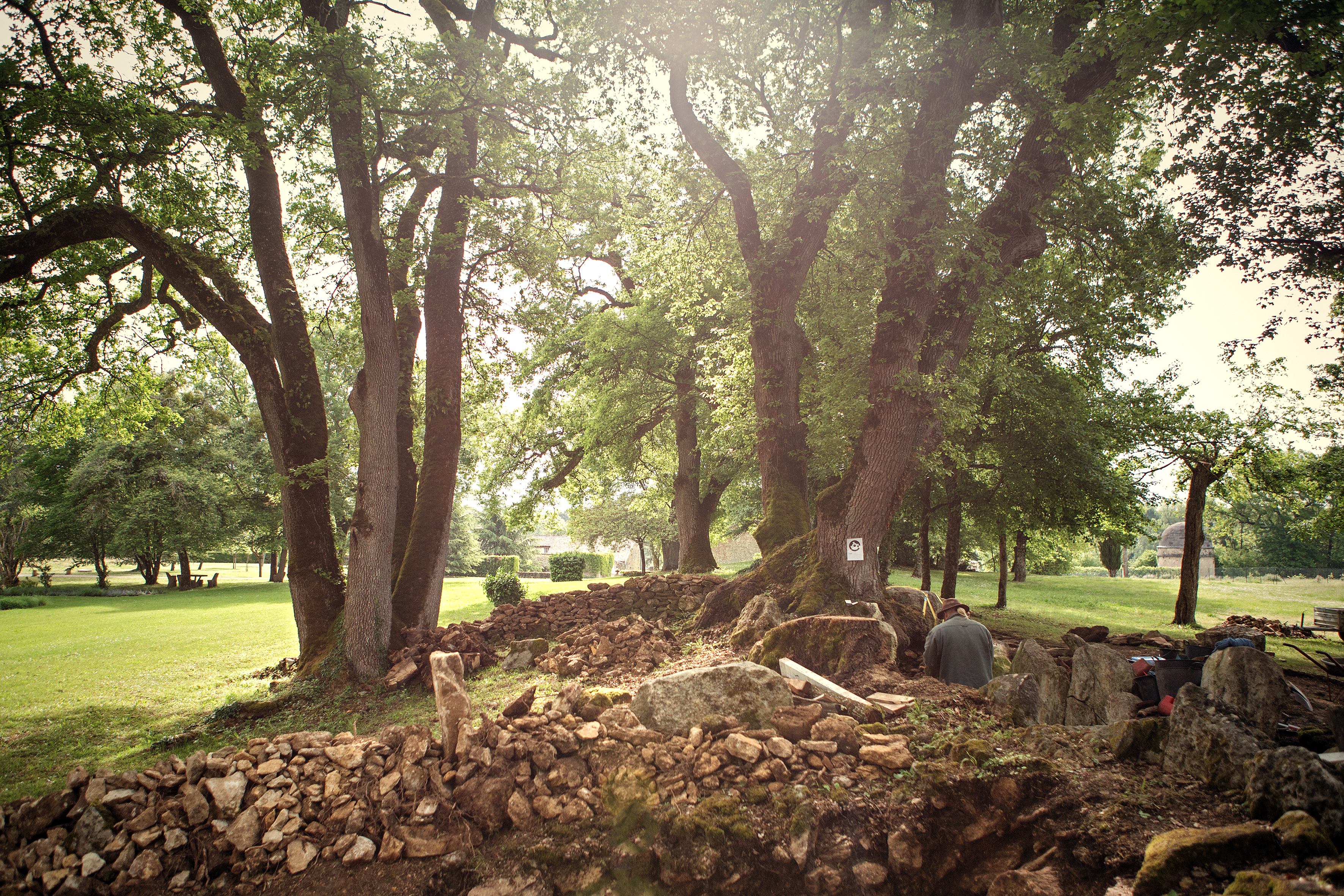
L'allée couverte en cours de fouille, 2019, © J.Rey

Les tables de couvertures présentent des dimensions réduites : entre 1,90 mètre et 1,60 mètre. Ces longueurs sont insuffisantes pour couvrir de façon stable l’allée couverte. A contrario, certaines pierres du dallage ont des longueurs plus importantes, et la logique aurait voulu que ce soit ces pierres qui soient utilisées pour couvrir l’allée. Autre élément troublant, deux tables ont été sciemment raccourcies. Sur la première, des départs de matière bien patinés sont visibles sur toute l’épaisseur du monolithe. Sur la deuxième, les départs de matière s’inscrivent également dans l’épaisseur tout autour du bloc. La présence de patine sur ces enlèvements montre qu’ils sont très probablement contemporains de la construction du monument. Malgré l’inadéquation apparente, le raccourcissement des monolithes apparait bel et bien comme un choix des constructeurs.

### L’encorbellement
Les différences dans la hauteur des piliers, qui ne peuvent assurer l’horizontalité des tables aujourd’hui disparues, et la faible longueur des tables restantes, trop courtes pour reposer sur les piliers de chaque côté, permettent d’affirmer que la plupart des piliers n’étaient pas porteurs. C’est plus vraisemblablement le cairn disparu qui assurait cette fonction, peut-être à l’aide d’un encorbellement placé entre le sommet des piliers et la face intérieure de la table. Il faut par conséquent imaginer une disposition des tables beaucoup plus aérienne qu’elle ne l’est aujourd’hui.
Si aucune trace archéologique de cet encorbellement initial n’a été retrouvée, en revanche les anomalies architecturales bien visibles aujourd’hui sont les meilleurs témoins de son existence passée : des jambes de force ou des moellons enfoncés en force (pour les deux tables déposées en mai 2019 par souci de sécurité) et le réseau racinaire des arbres (pour la dernière table brisée en deux), soutenaient les trois tables de couvertures encore restantes.
Il faut envisager une hauteur sous plafond beaucoup plus importante que celle que l’on connait aujourd’hui, au minimum celle du pilier le plus haut du monument, soit 1,88 mètre. Cette hauteur sous plafond n’était pas forcément homogène tout au long de l’allée, comme le suggèrent les différences entre les piliers avec des valeurs plus importantes au milieu de la structure.

### Les couleurs et la granulométrie
On remarque différentes couleurs des monolithes : le dallage n’a pas la même couleur que les piliers. Les plus grandes pierres du dallage sont de couleur beige, quand la majorité des piliers vont du blanc au jaune orangé. Seule la première moitié des piliers du côté sud sont de la même couleur que le dallage. Deux piliers du côté nord présentent une couleur blanche, et la dalle de chevet montre une face interne dans les tons rouges.
La grande majorité des monolithes présentent une granulométrie fine, à l’exception d’une pierre du dallage et de trois orthostates à la granulométrie plus grossière, attestant d’une source d’approvisionnement bien spécifique pour ces blocs-ci. Les tables de couvertures restantes présentent des tons clairs (gris à blanc) et une granulométrie fine. L’allée couverte est donc composée de plusieurs micro-faciès qui reflètent une certaine diversité des sources d’approvisionnement.
Autour du monument, des blocs épars, d’une épaisseur moyenne de 0,50 m et de couleur gris-blanc, présentent une granulométrie et une géomorphologie similaire, et des traces d’érosion et d’écoulement d’eau en forme de petites vasques, dues à une longue période d’exposition aux intempéries. Tous ces éléments sont semblables à ceux rencontrés sur les tables de couvertures en place, et laissent penser qu’une partie des dalles de couvertures manquantes se trouvent à proximité immédiate de l’allée couverte. Des faces d’arrachement récentes sur ces blocs illustrent un déplacement et un débitage récent.

### La dalle de chevet

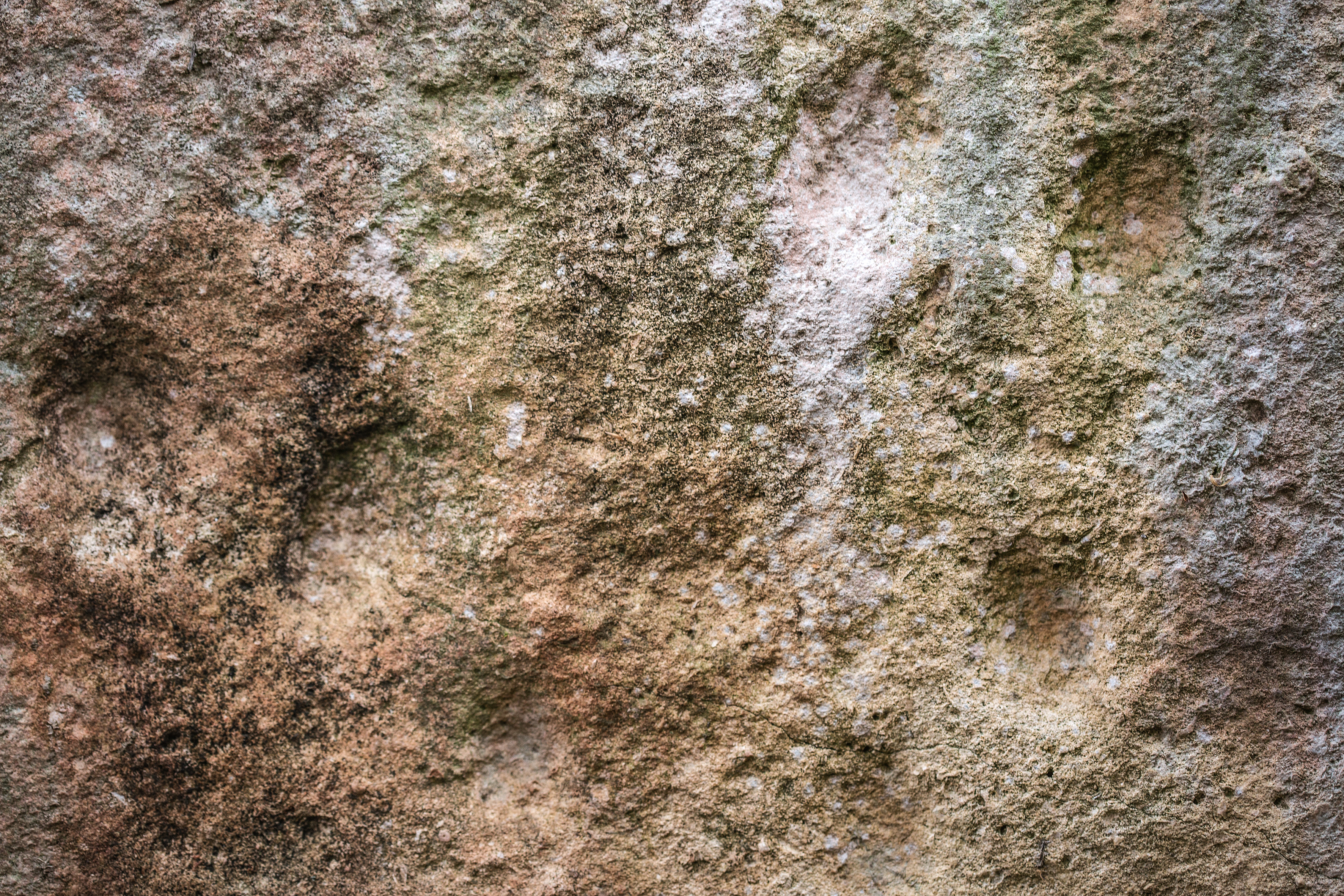
Les 7 cupules de la dalle de chevet à Roquefort, 2019, © J.Rey

La dalle de chevet est constituée du même calcaire à astéries que les autres pierres, mais elle montre un certain nombre de spécificités qui lui sont propres. C’est par exemple la seule pierre dressée à présenter un sommet large et convexe. Cette forme est issue de plusieurs départs de matière correspondant à un travail de façonnage. C’est également la seule paroi à avoir été intégralement dressée par martelage. Les impacts de l’outil en pierre sont de forme circulaire et mesurent de 1 à 1,5 cm de diamètre. La face d’arrachement a été tournée vers l’intérieur du monument, assurant ainsi une paroi bien plane, ce qui n’est pas le cas de tous les blocs. Également, sa couleur rouge-rosée inscrite sur une assez grande surface de la paroi interne est unique à l’échelle du monument. Elle bénéficie aussi d’une certaine mise en scène avec à son pied la plus grosse dalle du plancher. Les constructeurs ont pris soin de l’incliner légèrement vers la dalle de chevet en créant ainsi une petite pente ascendante. Cette montée vers la dalle de chevet s’inscrit dans le dispositif général du monument qui voit l’altimétrie croitre depuis l’entrée jusqu’au fond de l’édifice. C’est également la seule pierre à être gravée d’une série de cupules.
Les cupules ont été creusées à l’aide d’une percussion lithique, leur forme est légèrement ovale et les dimensions oscillent entre 4x4 et 6x5 cm. La morphologie et la technologie des cupules ne peuvent pas provenir d’un ajout postérieur à l’occupation préhistorique, car une percussion métallique aurait créé des traces différentes. Toute la partie gauche de la face interne de la dalle de chevet a mal résisté à l’érosion, avec deux départs de matière dans la pierre. Un éclairage rasant a permis de montrer que la plaque de matière disparue a emporté avec elle la partie supérieure d’une cupule. Cette dernière est encore visible sur 3 cm de côté et est placée dans l’exact prolongement des cupules déjà connues. Ce n’est donc pas sept mais huit cupules qui forment le motif inscrit sur la dalle de chevet. On peut alors envisager que d’autres cupules ou d’autres gravures ont aussi pu disparaitre de la partie gauche de la dalle de chevet à cause de l’érosion et du gel.
Reliées entre elles, ces cupules forment une sorte de crosse horizontale. Ce motif est plutôt connu en position verticale, mais on connait quelque cas en position couchée comme sur le pilier C9 de Grah Niol dans le Morbihan. C’est une représentation classique de l’Art Pariétal du Néolithique moyen en atlantique, dont l’exécution en « pointillés » a déjà été observée sur la Table des Marchands de Locmariaquer.

### Similitudes et différences
L’importance de la dalle de chevet dans le mégalithisme aquitain, bien visible à Roquefort, est reprise par le site tout proche de Curton (Jugazan), à moins de 3 km. Il s’agit également d’une allée d’Aquitaine longue d’un peu plus de 7 mètres, dont seule la dalle de chevet porte des gravures constituées de cercles, de « fer à cheval » et de motifs rayonnants. L’extrémité des allées d’Aquitaine est manifestement un secteur clef dans l’univers mental des constructeurs. La dalle de chevet peut être comprise comme le point central de la réflexion architecturale, révélant ainsi une réelle communauté d’organisation avec les tombes à couloir du Néolithique moyen.
Vu le nombre limité d’allées couvertes dans le Centre-Ouest, il a souvent été considéré que ce type de monument était le fruit d’une influence extérieure. Sur la base d’une hauteur constante des orthostates qui a depuis été démentie, l’allée couverte de Roquefort fût classée dans les monuments d’influence bretonne, et par conséquent datée du Néolithique final. La hauteur régulière des piliers dans les allées couvertes bretonnes, servant à assurer le maintien des tables de couverture, est d’ailleurs un dispositif rentrant dans la définition même de cette famille mégalithique.
Cependant, beaucoup d’éléments architecturaux de l’allée couverte de Roquefort se rapprocheraient plutôt d’un projet architectural du Néolithique moyen, comme la présence d’un encorbellement servant à rehausser les tables de couvertures et à compenser l’hétérogénéité de hauteur des piliers. Le rehaussement général du sol depuis l’entrée de l’allée couverte pourrait également être rapproché de certaines tombes à couloir du Néolithique moyen. C’est donc un tout autre tableau chronologique qui s’exprime autour de ce monument, loin de la datation du Néolithique final proposée jusqu’à présent.

## Le mobilier archéologique

### La céramique

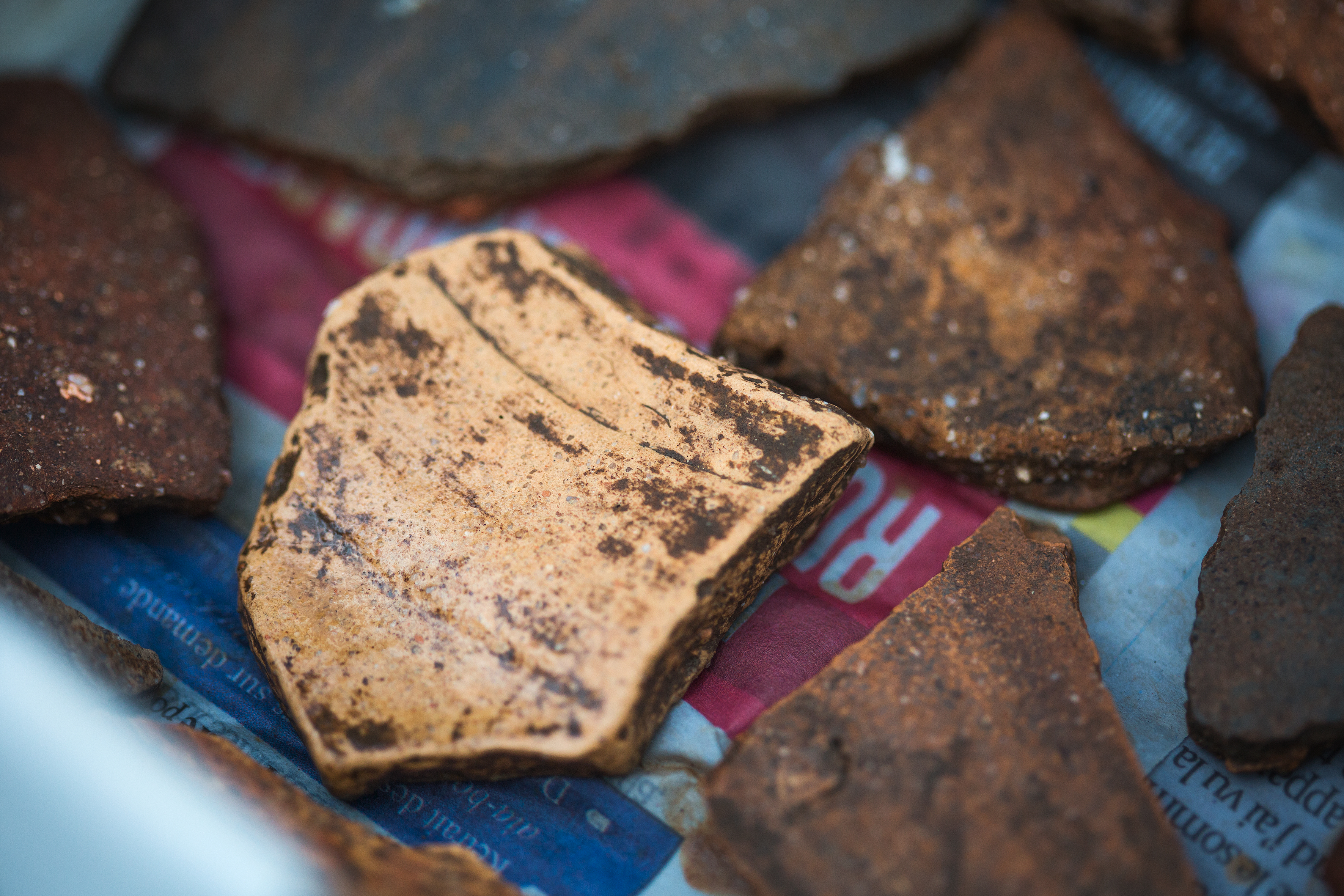
Tessons de céramique, toutes périodes confondues, retrouvés à Roquefort lors des fouilles de 2019, © J.Rey

Plusieurs fragments de céramique ont été mis au jour lors de la fouille de 2019. D’après leurs caractéristiques, ces fragments se rapportent aux périodes néolithique et protohistorique, mais aussi à l’époque médiévale. La plupart de ces fragments ont été retrouvés en position secondaire, hors stratigraphie, et sont à dégraissant de sable ou de coquille. Un petit amas de céramique a toutefois été retrouvé en position primaire, au pied de ce qui semble être la façade du cairn de l’allée couverte. Les remontages ont révélé qu’il s’agissait de deux vases mélangés, l’un matérialisé par un gros morceau de panse, et l’autre par deux petits boutons d’argile.
En tout, trois vases ont pu être discernés après remontage des vestiges céramiques de l’allée couverte : deux tessons renvoient à la Protohistoire par leur décor. Le vase le plus complet se rapporte plutôt à la fin de la Protohistoire ou au début de l’Âge du Fer. Le fragment portant les deux petits boutons d’argile, retrouvé au pied du cairn, renvoie quant à lui au Néolithique et présente des similitudes avec la céramique du Groupe de Roquefort (Néolithique moyen), découverte sur le site par J. Roussot-Larroque. Ce vase est-il antérieur au monument, ou constitue-t-il un dépôt au pied du cairn de l’allée ? De prochaines fouilles apporteront peut-être une réponse à cette question.

### Le lithique

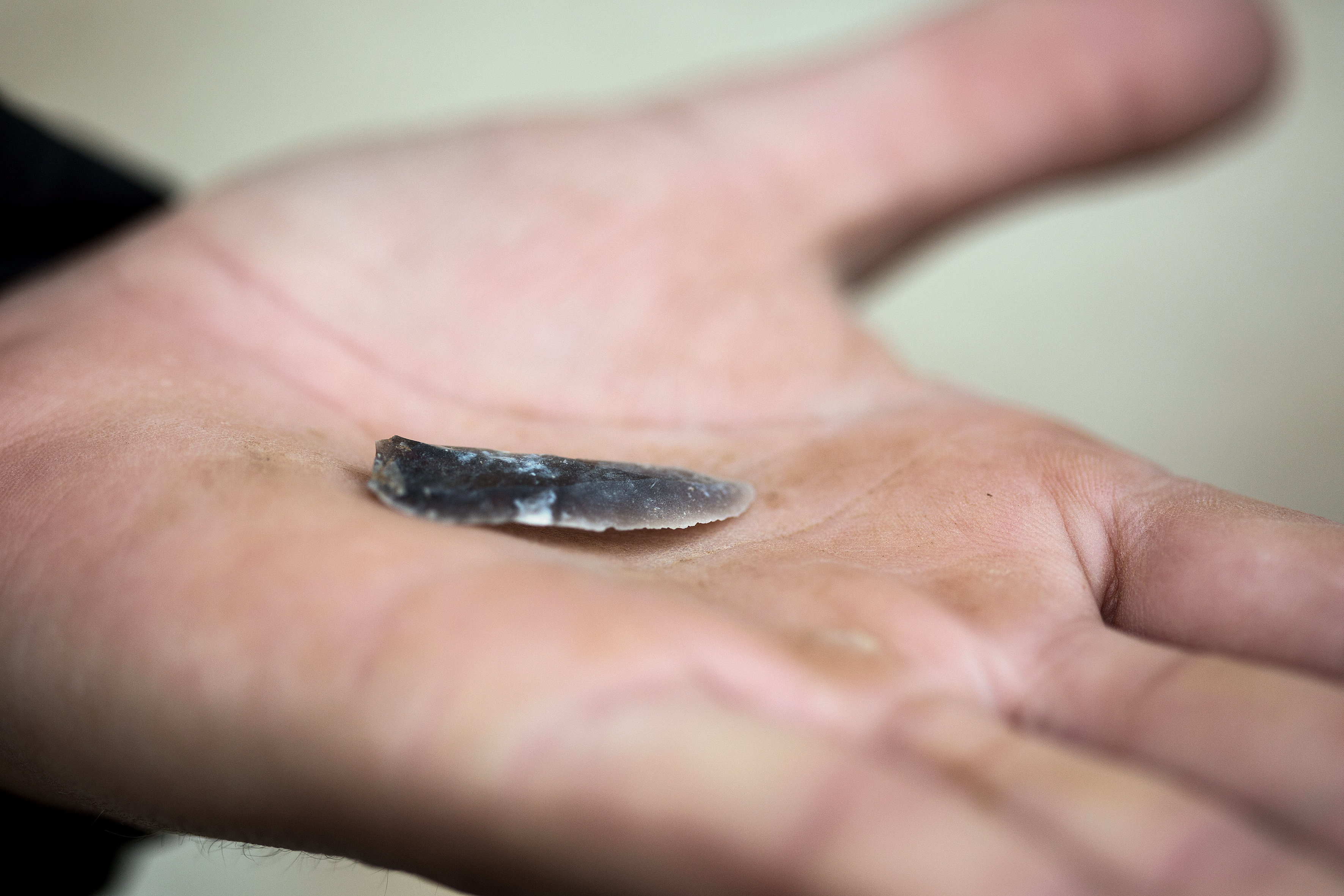
Pièce de mobilier lithique retrouvée dans l’allée couverte lors des fouilles de 2019, © J.Rey

La majorité du mobilier lithique retrouvé dans l’allée couverte provient du sondage effectué sous le dallage. Une grande partie de ces pièces est fragmentée, relevant soit de phénomènes de perturbations liés à la taphonomie du terrain, soit de fracturations intentionnelles liées à la fabrication de l’outil, soit à un contact avec le feu. Parmi les outils, la fouille a mis au jour un grattoir, un microburin, deux pièces tronquées et trois armatures, dont deux, retrouvées sous le dallage, renvoient au Néolithique ancien et au début du Néolithique moyen par leurs caractéristiques techniques (armature du Bétey).
La présence de la fraction fine montre qu’il y eut une activité de taille sur le site, mais seules les phases finales du débitage ont eu lieu sur place. Il faut également noter l’attention portée sur la technique de débitage, qui révèle un savoir-faire technique particulier.

### La parure

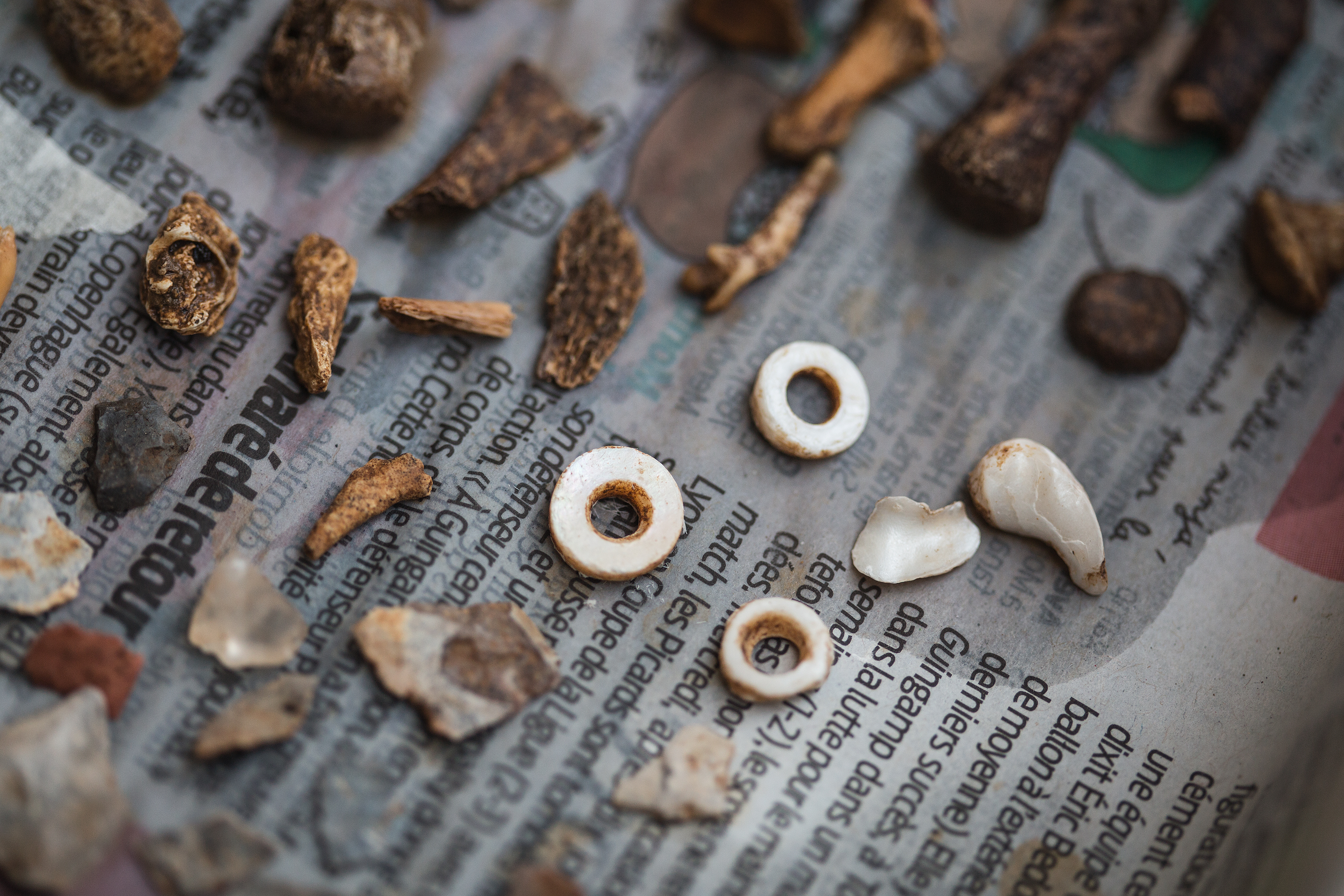
Éléments de parure (perles et coquillage brisé) et mobilier archéologique divers, retrouvés dans l'allée couverte lors des fouilles de 2019, © J.Rey

En tout, 11 éléments de parure ont été trouvés dans l’allée couverte en 2019, dont 9 sous le dallage : un fragment de coquillage, une dentale, une perle en calcaire, une pourpre (coquillage), une perle massive en calcaire, un fragment de perle à gorge en os, une perle en os ou en calcaire, une perle circulaire en os, un coquillage brisé, et peut-être une autre perle en coquillage, sans certitude.

### Les restes osseux

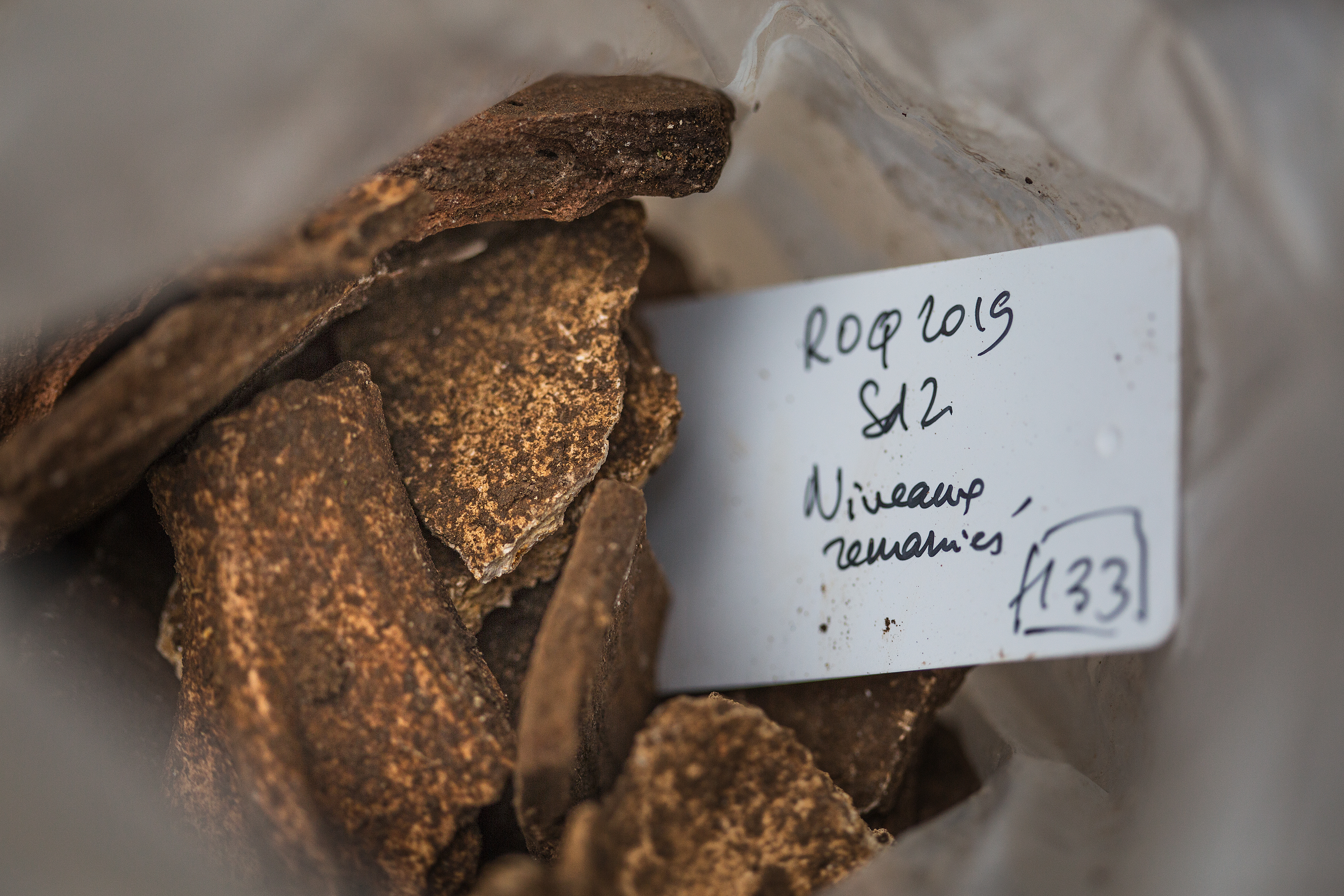
Restes osseux retrouvés dans les niveaux remaniés de la fouille de 2019, © J.Rey

Le nombre de restes humains récoltés pendant la fouille de 2019 s’élève à 905 vestiges osseux, dont 524 ont pu être identifiés. Plus de la moitié de ces vestiges a été retrouvée dans l’allée couverte. Près de 40% des vestiges osseux de l’allée ont été attribués à des individus immatures. Dans le sondage qui a été effectué sous le dallage de l’allée, 4 sujets immatures et 2 individus adultes, ou de taille adulte, ont pu être déterminés grâce à plusieurs vestiges osseux retrouvés. Aucune pathologie n’a été détectée sur les os, excepté une certaine usure des dents retrouvées sous le dallage.
Les restes fauniques s’élèvent à 205 fragments osseux, en parfait état de conservation puisque sans altération de surface. La fouille de l’allée a mis au jour des membres appartenant aux trois principales espèces domestiques (ovin, bovin, caprin) et des restes d’animaux chassés (chevreuil et lapin). Des traces de couteau sur certains restes attestent d’un rejet des os après consommation de la viande.

### Datations
Jusqu’à présent, l’allée couverte était rattachée au Néolithique final par ses caractéristiques architecturales proches des allées couvertes bretonnes. Or, l’analyse récente de ces caractéristiques a montré des différences notables avec ces monuments et vient infirmer les précédentes données archéologiques. En définitive, l’allée couverte de Roquefort renverrait plutôt au Néolithique moyen.
Plusieurs datations absolues ont été obtenues par radiocarbone, notamment grâce aux restes osseux. Les fragments osseux retrouvés sous le dallage ont été datés de la seconde moitié du 4e millénaire (Néolithique récent) et un fragment de côte retrouvé sur le dallage date quant à lui du milieu du 3e millénaire (Néolithique final). Toutefois, le mobilier mis au jour dans l’allée présente des caractéristiques physiques et techniques renvoyant à des époques plus anciennes : le vase fragmenté avec boutons d’argile s’apparente au Groupe de Roquefort, affilié au Néolithique moyen. L’industrie lithique, et notamment une armature du Bétey, remonte quant à elle à la fin du Néolithique ancien ou au début du Néolithique moyen, soit au 5e millénaire. Tout ceci suppose donc que l’allée couverte a été utilisée sur un temps long.
Enfin, le rempart dans lequel est enchâssé l’allée couverte, et qui été jusqu’à présent daté de la Protohistoire, remonte en réalité à l’époque médiévale, d’après une datation radiocarbone obtenue sur un fragment d’os long retrouvé dans le rempart. De plus, l’un des sondages effectués aux abords de l’allée couverte a montré la présence d’un bel appareil en pierres de taille, qui pourrait constituer la façade du rempart.

## Mise en valeur et restauration
Plusieurs actions de mise en valeur de l’allée couverte ont été menées depuis 2019 : tout d'abord, une visite publique le 11 mai 2019, organisée en étroite collaboration avec le Château Roquefort, a permis de présenter le site encore méconnu du grand public et les premiers résultats de la campagne. Concernant la restauration du monument mégalithique, trois expertises ont été menées par le laboratoire Arc’Antique, à la demande des archéologues et grâce à un financement du Château Roquefort :
- une première en amont du nettoyage du monument ;
- une seconde une fois le nettoyage effectué ;
- une troisième à l'issue du sondage, sur la base des observations effectuées au cours de la fouille.

Une visite sur site a été effectuée le 17 janvier 2020 par un restaurateur de sculpture, sur la base du dernier rapport de préconisation et de restauration. Une liste de solutions de restauration pour les monolithes fissurés ou brisés en plusieurs morceaux doit être proposée courant 2020.
L’objectif est de restaurer intelligemment ce monument pour en assurer la pérennité et la compréhension, et également d’offrir aux visiteurs du site des supports de visite adaptés, en étroite collaboration avec le Château Roquefort. Le recrutement d'un membre de l'équipe de fouille comme chargée de mission « patrimoine » auprès du Château a notamment permis de dépouiller et numériser les archives papiers de Julia Roussot-Larroque, conservées à la DRAC de Bordeaux, et d’effectuer le dénombrement général des vestiges archéologiques du site, entreposés au Musée d’Aquitaine de Bordeaux depuis les années 1970. L’élaboration de fac simile de certaines pièces remarquables des anciennes fouilles est envisagée, pour être exposés à l’accueil du Château Roquefort, et la restitution au Château du mobilier de la fouille de 2019 est également prévue, une fois les études terminées.